# Kea (Kornwalia)
Kea – wieś w Anglii, w Kornwalii. Leży 36 km na północny wschód od miasta Penzance i 375 km na zachód od Londynu. W 2001 miejscowość liczyła 1516 mieszkańców.